# Niwy (Kamionka Wielka)
Niwy – część wsi Kamionka Wielka w Polsce, położona w województwie małopolskim, w powiecie nowosądeckim, w gminie Kamionka Wielka. 
W latach 1975–1998 Niwy administracyjnie należały do województwa nowosądeckiego.
Wierni kościoła rzymskokatolickiego należą do parafii pw. Matki Bożej Nieustającej Pomocy w Kamionce Wielkiej.